# دفاع گیاه در برابر علف‌خوار

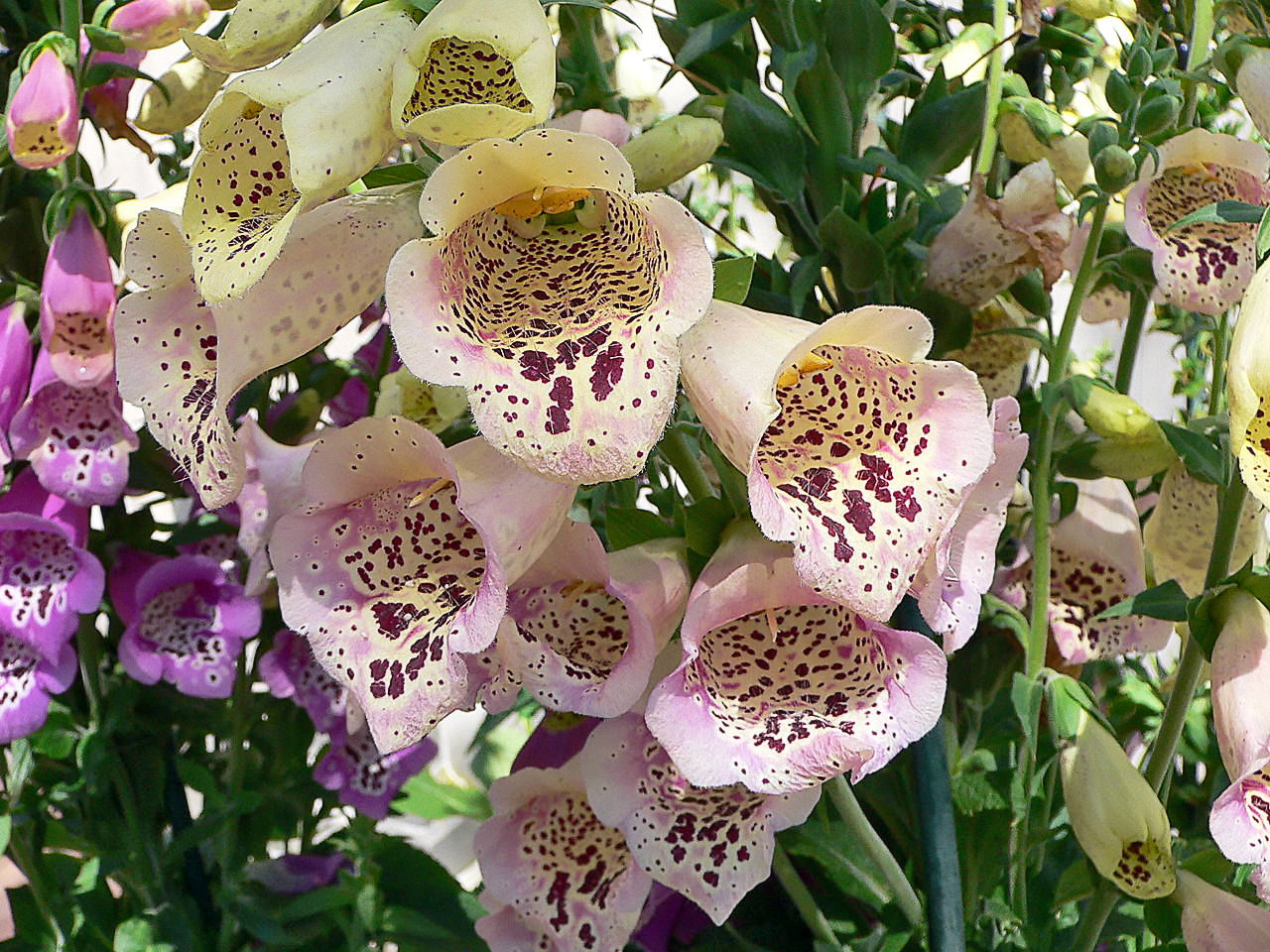
گل انگشتانه (دستکش روباهی) مواد شیمیایی سمی از جمله گلیکوزیدهای قلبی و استروئیدی تولید می‌کند که از گیاه‌خواری جلوگیری می‌کند.

دفاع گیاهی در برابر گیاه‌خواری Plant defense against herbivory یا مقاومت گیاه میزبان host-plant resistance (HPR) طیفی از سازگاریهای تکامل‌یافته توسط گیاهان را توصیف می‌کند که با کاهش تأثیر گیاه‌خواران، بقا و تولیدمثل آنها را بهبود می‌بخشد. گیاهان می‌توانند لمس‌شدن را حس کنند و می‌توانند از چندین راهبرد برای دفاع در برابر آسیب‌های ناشی از گیاه‌خواران استفاده کنند. بسیاری از گیاهان متابولیت‌های ثانویهای تولید می‌کنند که به عنوان آللوشیمیایی شناخته می‌شوند که بر رفتار، رشد یا بقای گیاه‌خواران تأثیر می‌گذارد. این دفاع‌های شیمیایی می‌توانند به عنوان دورکننده یا سم برای گیاه‌خواران عمل کنند یا قابلیت هضم گیاه را کاهش دهند. یکی دیگر از راهبردهای دفاعی گیاهان تغییر جذابیت آنهاست. برای جلوگیری از مصرف بیش از حد گیاهخواران بزرگ، گیاهان با تغییر اندازه یا کیفیت ظاهر خود را تغییر می‌دهند و به‌طور کلی میزان مصرف آنها را کاهش می‌دهند.

جدول زمانی تکامل گیاه و آغاز شیوه‌های مختلف گیاه‌خواری حشرات

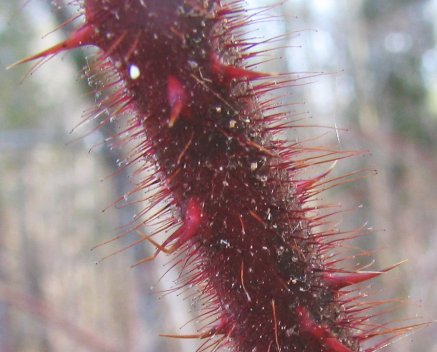
خارهای روی ساقه این گیاه تمشک به عنوان یک دفاع مکانیکی در برابر گیاه‌خواری عمل می‌کند.

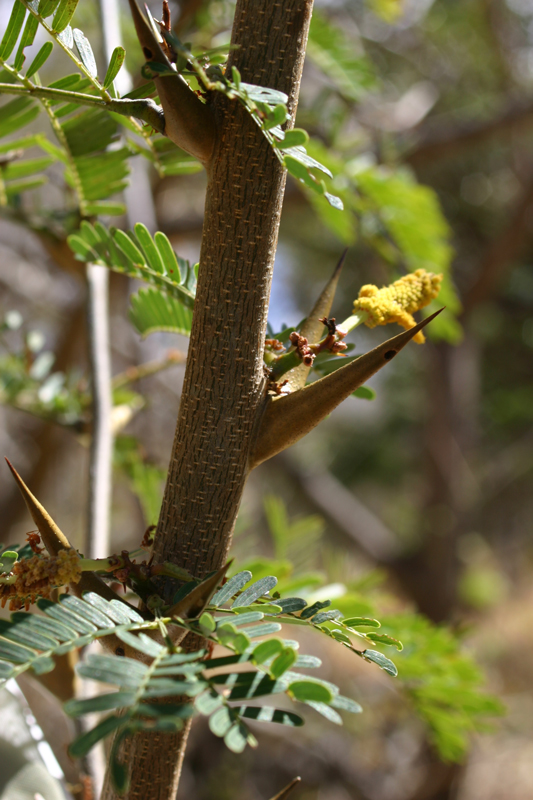
سیخک‌های خارمانند بزرگ و راست دفاعی Vachellia collinsii نیز توخالی هستند و پناهگاهی برای مورچه‌ها هستند که به‌طور غیرمستقیم از گیاه در برابر علف‌خواران محافظت می‌کنند.

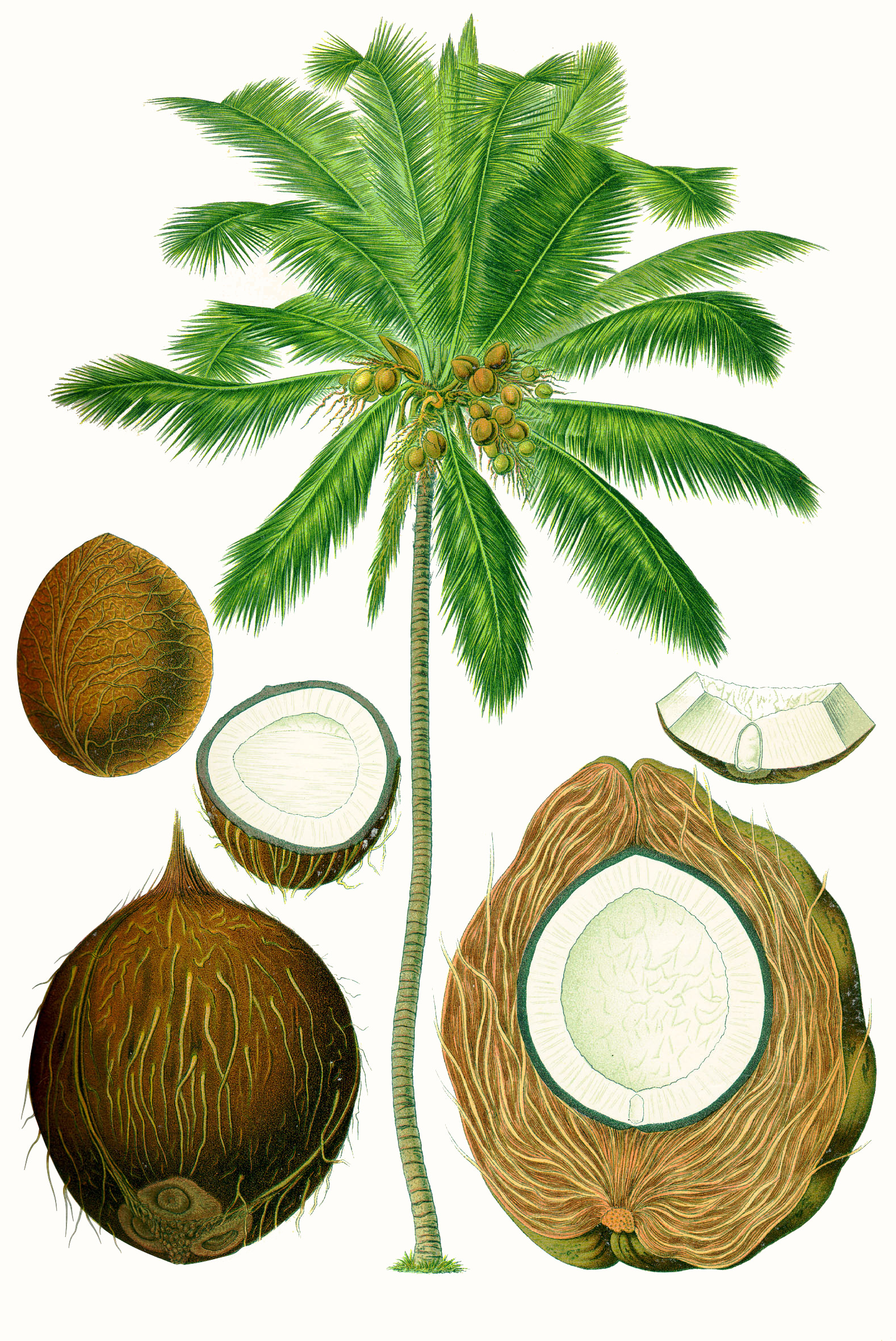
درخت نخل نارگیل میوه خود را با احاطه کردن آن با چندین لایه زره محافظت می‌کند.

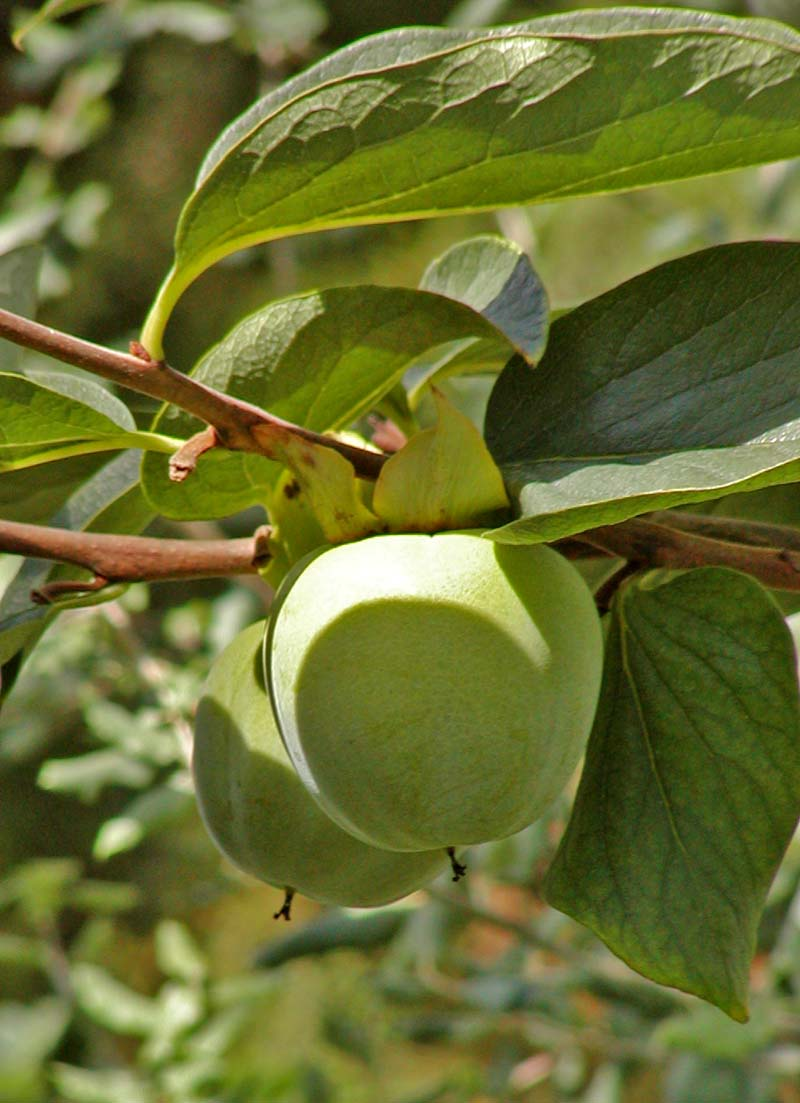
خرمالو، جنس Diospyros، دارای محتوای تانن بالایی است که به میوه‌های نارس، طعمی گس و تلخ می‌دهد.